# Jessica Lucas
Jessica Lucas (Vancouver, 1985. szeptember 24. –) kanadai színésznő, énekesnő. 
Ismert televíziós szereplései voltak a Melrose Place, A szekta és a Gotham című sorozatokban. Fontosabb filmjei közé tartozik A testvériség (2006), a Cloverfield (2008) és a Gonosz halott (2013).

## Gyermekkora és családja
Vancouverben (Brit Columbia) született és nőtt fel. Édesapja fekete kanadai, édesanyja pedig európai kanadai. Hétévesen kezdett színészkedni, és a torontói Children's Arts Theatre Schoolban tanult. Karrierjét színpadi produkciókban kezdte, többek között a Hófehérke és a hét törpe, a Grease, a Hamupipőke, az Egérfogó és a Music Medley színházi előadásaiban.

## Magánélete
2017 áprilisában bejelentette jegyességét Alex Jermasek séffel.

## Filmográfia

### Film
| Év   | Magyar cím                     | Eredeti cím                       | Szerep         | Magyar hang        | Rendező             |
| ---- | ------------------------------ | --------------------------------- | -------------- | ------------------ | ------------------- |
| 2006 | Micsoda srác ez a lány!        | She’s the Man                     | Yvonne         | Szabó Zselyke      | Andy Fickman        |
| 2006 | A testvériség                  | The Covenant                      | Kate Tunney    | Lamboni Anna       | Renny Harlin        |
| 2008 | Cloverfield                    | Cloverfield                       | Lily Ford      | Bogdányi Titanilla | Matt Reeves         |
| 2008 | Gyilkos tréfa                  | Amusement                         | Lisa Swan      | Bánfalvi Eszter    | John Simpson        |
| 2011 | Gagyi mami 3. – Mint két tojás | Big Mommas: Like Father, Like Son | Haley Robinson | Csondor Kata       | John Whitesell      |
| 2013 | Gonosz halott 4.               | Evil Dead                         | Olivia         | Bogdányi Titanilla | Fede Álvarez        |
| 2014 | Csajkeverők                    | That Awkward Moment               | Vera Walker    | Kelemen Kata       | Tom Gormican        |
| 2014 | Pompeji                        | Pompeii                           | Ariadne        | Peller Mariann     | Paul W. S. Anderson |
| 2014 | Pompeji                        | Pompeii                           | Ariadne        | Peller Anna        | Paul W. S. Anderson |

### Televízió
| Év        | Magyar cím                             | Eredeti cím                         | Szerep            | Megjegyzések                               |
| --------- | -------------------------------------- | ----------------------------------- | ----------------- | ------------------------------------------ |
| 2000      | Seven Days – Az időkapu                | Seven Days                          | Rita              | 1 epizód                                   |
| 2001      | Boszorkányváros II. – Kalabar bosszúja | Halloweentown II: Kalabar's Revenge | vámpírlány        | tévéfilm                                   |
| 2001–2005 |                                        | Edgemont                            | Bekka Lawrence    | visszatérő és főszereplő (40 epizód)       |
| 2001      |                                        | The Sausage Factory                 | Haley             | 1 epizód                                   |
| 2002      | Szegények orvosa                       | Damaged Care                        | Tasha Peeno       | tévéfilm                                   |
| 2002–2003 |                                        | 2030 CE                             | Jakki Kaan        | főszereplő                                 |
| 2003      |                                        | Romeo!                              | Jessica           | 1 epizód                                   |
| 2004      | L                                      | The L Word                          | Roxanne           | 1 epizód                                   |
| 2004–2005 |                                        | Life as We Know It                  | Sue Miller        | főszereplő                                 |
| 2007      | CSI: A helyszínelők                    | CSI: Crime Scene Investigation      | Ronnie Lake       | 4 epizód                                   |
| 2008      | 90210                                  | 90210                               | Kimberly McIntyre | 4 epizód                                   |
| 2009–2010 | Melrose Place                          | Melrose Place                       | Riley Richmond    | főszereplő                                 |
| 2011      | Barátság extrákkal                     | Friends with Benefits               | Riley Elliott     | főszereplő                                 |
| 2011      | Psych – Dilis detektívek               | Psych                               | Lilly Jenkins     | 1 epizód                                   |
| 2013      | A szekta                               | Cult                                | Skye Yarrow       | - főszereplő - magyar hangja: - Szabó Luca |
| 2014      |                                        | Gracepoint                          | Renee Clemons     | főszereplő                                 |
| 2015–2019 | Gotham                                 | Gotham                              | Tabitha Galavan   | főszereplő (2-5. évad)                     |
| 2019      |                                        | The Murders                         | Kate Jameson      | főszereplő                                 |
| 2021–2023 | A Rezidens                             | The Resident                        | Billie Sutton     | főszereplő (4-6. évad)                     |